# Duatentopet
Duatentopet là một vương hậu dưới thời Vương triều thứ 20 trong lịch sử Ai Cập cổ đại. Bà được cho là vợ của Ramesses IV và là mẹ của Ramesses V, dù không có nguồn nào nhắc đến vợ và mẹ của hai vị vua này. 

## Thân thế
Tên của Duatentopet xuất hiện trên tường mộ QV74, ngôi mộ ban đầu dành cho một vương nữ vô danh của Ramesses II nhưng đã được trang trí lại cho Duatentopet. Bà được gọi với danh hiệu "Chính thất Vương hậu" và "Thân mẫu của Nhà vua". Dù không có nguồn chứng thực nào cho biết chồng và con trai của Duatentopet là ai, bà được cho là hôn thê của pharaon Ramesses IV và là mẹ của Ramesses V.
Trong quần thể đền Karnak, một nữ tư tế cấp cao tên Tentopet xuất hiện cùng với một pharaon khả năng là Ramesses III trên tường đền Khonsu, có lẽ là cùng một người với Duatentopet. Từ đó, một số học giả nghĩ rằng, Duatentopet cũng có thể là con gái của Ramesses III, tức là chị em với chồng bà, Ramesses IV.
Trên tường mộ của TT346 tại Thebes của Amenhotep, danh hiệu đầy đủ của người này là "Tổng quản hậu cung của Nữ tư tế thần thánh Tentopet". Có thể Amenhotep này cũng là hầu cận của Duatentopet.